# 1534
1534 (MDXXXIV) fue un año común comenzado en jueves del calendario juliano.

## Acontecimientos

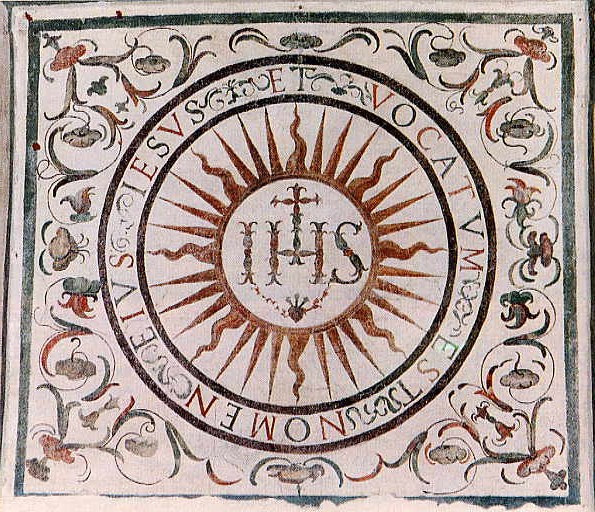
Es fundada la Compañía de Jesús.

### Marzo
- 19 de marzo: Se funda el pueblo de Toluviejo,Sucre,Colombia.
- 23 de marzo: El papa Clemente VII declararía excomulgado a Enrique VIII de Inglaterra si persiste en divorciarse de Catalina de Aragón.

### Mayo
- 10 de mayo: El explorador Jacques Cartier llega a Terranova.

### Junio
- 9 de junio: Jacques Cartier se convierte en el primer europeo en ver el río San Lorenzo.

### Agosto
- 15 de agosto: Fundación de San Pedro de Riobamba
- 28 de agosto: Comienza traslado de Santiago de Quito, renombrada como San Francisco de Quito a su nuevo emplazamiento sobre ruinas indígenas.

### Septiembre
- 9 de septiembre: el rey español Carlos I y el papa Clemente VII convierten en catedral el templo de Ciudad de México.

### Octubre
- 13 de octubre: el cardenal Farnesio es elegido papa con el nombre de Paulo III.
- 18 de octubre: Se produce en Francia el asunto de los pasquines: Francia amanece con pasquines propagandísticos protestantes. Uno de ellos se coloca en misma puerta del dormitorio del rey Francisco I en el castillo de Amboise.

### Noviembre
- 3 de noviembre: el Parlamento británico aprobó el Acta de Supremacía, colocando el rey Enrique VIII en la cabeza de la Iglesia de Inglaterra - una función anteriormente en poder del papa.

### Diciembre
- 6 de diciembre: Traslado definitivo de San Francisco de Quito.

### Sin fecha
- Fundación de la Compañía de Jesús (de los jesuitas) por san Ignacio de Loyola.
- La ciudad de Jauja (Perú), fundada por Francisco Pizarro, es trasladada a su actual emplazamiento.
- El Imperio otomano invade Persia.
- Se cocina en Europa por primera vez el chocolate en el Monasterio de Piedra.

## Arte y literatura
- Martín Lutero traduce La Biblia al alemán.

## Nacimientos
- 19 de marzo: José de Anchieta, religioso español y santo cristiano (f. 1597)
- 6 de mayo: Antonio Pérez, secretario de Felipe II de España.
- 15 de junio: Enrique I, duque de Montmorency, noble francés.
- 18 de julio: Zacharius Ursinus, teólogo alemán (f. 1583)
- Fernando de Herrera, poeta español.
- Volcher Coiter, médico y naturalista neerlandés
- 23 de junio: Oda Nobunaga, daimyo del clan Oda (f. 1582)
- 2 de agosto: Lautaro, jefe militar mapuche chileno (f. ([1578])

## Fallecimientos
- 5 de marzo: Antonio Allegri da Correggio, pintor italiano (n. 1489)
- 19 de marzo: Ayşe Hafsa Sultan, Valide sultan, madre de Solimán el Magnífico (n. 1478)
- 25 de septiembre: Clemente VII, papa italiano.
- 31 de octubre: Alfonso I de Este, duque de Ferrara (n. 1476)
- 25 de noviembre: Beatriz Galindo, preceptora de Isabel la Católica (n. 1465)

### Sin fecha
- Martín de Valencia, misionero franciscano español. (m. 1474).
- Chaitania Majaprabhú (48), santo bengalí promotor del bhakti en la India, considerado un avatar de Vishnú (n. 1486).